# سالبادور أباسكال
سالبادور أباسكال (بالإسبانية: Salvador Abascal Infante)‏ هو كاتب وقاضي مكسيكي، ولد في 1910 في موريليا في المكسيك، وتوفي في 30 مارس 2000 في المكسيك.